# 方銀姬
方銀姬（1967年12月1日—），韓國女演員，本名方敏絮。常被誤譯為方恩熙或方銀熙。

## 演出作品

### 電視劇
- 2003年：MBC《你還有夢嗎》飾演 車美京
- 2004年：KBS《比花還美》飾演 在建媽媽
- 2004年：KBS《致父親母親》
- 2005年：KBS《黃金蘋果》飾演 金詩母
- 2005年：KBS《別再擔心吧》
- 2006年：KBS《葡萄園裡的那男子》飾演 徐英蘭
- 2007年：MBC《文熙》飾演 金午雪
- 2007年：MBC《春香傳》飾演 月梅（共2集）
- 2007年：MBC《冬候鳥》飾演 表嫂
- 2007年：KBS《壞愛情》飾演 朴千淑
- 2008年：KBS《回來的大醬湯鍋》
- 2008年：MBC《綜合醫院2》飾演 黃銀熙（客串）
- 2009年：KBS《男人的故事》
- 2009年：MBC《令人垂涎之島》飾演 高巴順
- 2009年：KBS《2009傳說的故鄉》飾演 言年
- 2009年：SBS《愛你千萬次》飾演 尹小月
- 2010年：KBS《學習之神》飾演 韓愛沈
- 2010年：SBS《人生多美麗》飾演 趙南植
- 2010年：MBC《全部我的愛》飾演 方恩希
- 2011年：SBS《太陽的新娘》飾演 林美善
- 2012年：MBC《Highkick3短腿的反擊》飾演 姜承潤的媽媽
- 2012年：MBC《Dr. JIN》飾演 阿妙
- 2012年：JTBC《無子無懮》（客串）
- 2013年：KBS《廣告天才李太白》飾演 元美玉
- 2013年：JTBC《再也無法忍受》飾演 柳貞淑
- 2013年：SBS《奇怪的保姆》飾演 御辰母
- 2013年：KBS《Drama Special－爸爸變態中》
- 2014年：tvN《魔女的戀愛》飾演 吳美娟
- 2014年：KBS《明日如歌》飾演 蘇利母
- 2015年：KBS《青鳥之家》飾演 朴幸淑
- 2015年：SBS《上流社會》飾演 金曙羅
- 2016年：SBS《美女孔心》飾演 千智妍
- 2016年：SBS《你是禮物》飾演 劉美蘭
- 2017年：MBC《Missing9》飾演 羅姨母
- 2017年：KBS《沒有名字的女人》飾演 張愛露
- 2017年：SBS《再次重逢的世界》飾演 尹美娜
- 2018年：MBC《入贅丈夫吳作鬥》飾演 裴伊菲
- 2018年：SBS《江南醜聞》飾演 洪白熙
- 2020年：tvN《金錢遊戲》飾演 李萬玉
- 2022年：MBC《秘密之家》飾演 劉光美
- 2022年：MBC《請發送粉絲信》飾演 南賢淑
- 2023年：KBS《秘密的女人》飾演 尹吉子

### 電影
- 1990年：《將軍的兒子》
- 1996年：《The Day A Pig Fell Into The Well》
- 1997年：《Poison》
- 1997年：《No.3》
- 1997年：《3pm Paradise Bath House》
- 2000年：《Sunk Into Her》
- 2005年：《Before The Summer Passes Away》（客串）
- 2007年：《Mr.Daehan，Mr.Mingook》（客串）
- 2008年：《慶祝!我們的愛》
- 2016年：《我們戀愛的履歷》
- 2023年：《角色奇怪的女人》

### MV
- 2013年：任昌丁《請開門》

## 外部連結
- 方銀姬的Instagram帳戶
- YouTube上的方銀姬頻道
- 方銀姬在NAVER上的资料
- 方銀姬在Daum上的资料